# Distrito de Mahamaya Nagar
Mahamaya Nagar (en hindi; महामायानगर ज़िला, urdu; مہامایا نگر ضلع, antes conocido como distrito de Hathras es un distrito de India en el estado de Uttar Pradesh. 
Comprende una superficie de 1 840 km².
El centro administrativo es la ciudad de Hathras.

## Demografía
Según censo 2011 contaba con una población total de 1 565 678 habitantes.